# 卡勒斯
卡勒斯是奥地利蒂罗尔州伊姆斯特县的一个市镇。总面积7.52平方公里，总人口589人，人口密度78.3人/平方公里（2005年）。